# Pic Alphonse-Meillon
Le pic Alphonse-Meillon (en espagnol punta Chabarrón) est un sommet des Pyrénées, situé sur la frontière franco-espagnole entre les Hautes-Pyrénées, en région Occitanie, et la province de Huesca dans la communauté d'Aragon, qui culmine à 2 930 ou 2 923 mètres d'altitude dans le massif du Vignemale.

## Toponymie
Auparavant c'était le pic Sud de Chabarrou, sur la crête des aiguilles du Chabarrou ; il fut rebaptisé ultérieurement par la Fédération franco-espagnole des Sociétés pyrénéistes en l'honneur d'Alphonse Meillon, pyrénéiste de Cauterets.

## Géographie
Il est situé entre le département des Hautes-Pyrénées en vallée de Saint-Savin, sur la commune de Cauterets entre les vallées du Marcadau, de Gaube, et celle de l'Ara en Espagne.

### Topographie
Il est situé au nord-est de la tuque Blanque et au nord-ouest de la pointe des Frères-Couffitte, sur la crête des aiguilles du Chabarrou. Il surplombe le cirque de l'Ara au sud, le lac du Chabarrou à l'est et le lac Meillon au sud et le vallon d'Arratille à l'ouest.

### Hydrographie
Le sommet délimite la ligne de partage des eaux entre le bassin de la Garonne côté nord, qui se déverse dans l'Atlantique, et le bassin de l'Èbre, qui coule vers la Méditerranée côté sud.

## Voies d'accès
On y accède côté français par la vallée de Gaube depuis le lac de Gaube en direction du refuge des Oulettes de Gaube vers le lac du Chabarrou. Après le lac prendre en direction de la brèche entre les pics de Chabarrou.

## Protection environnementale
Le pic est situé dans le parc national des Pyrénées.